# شوي

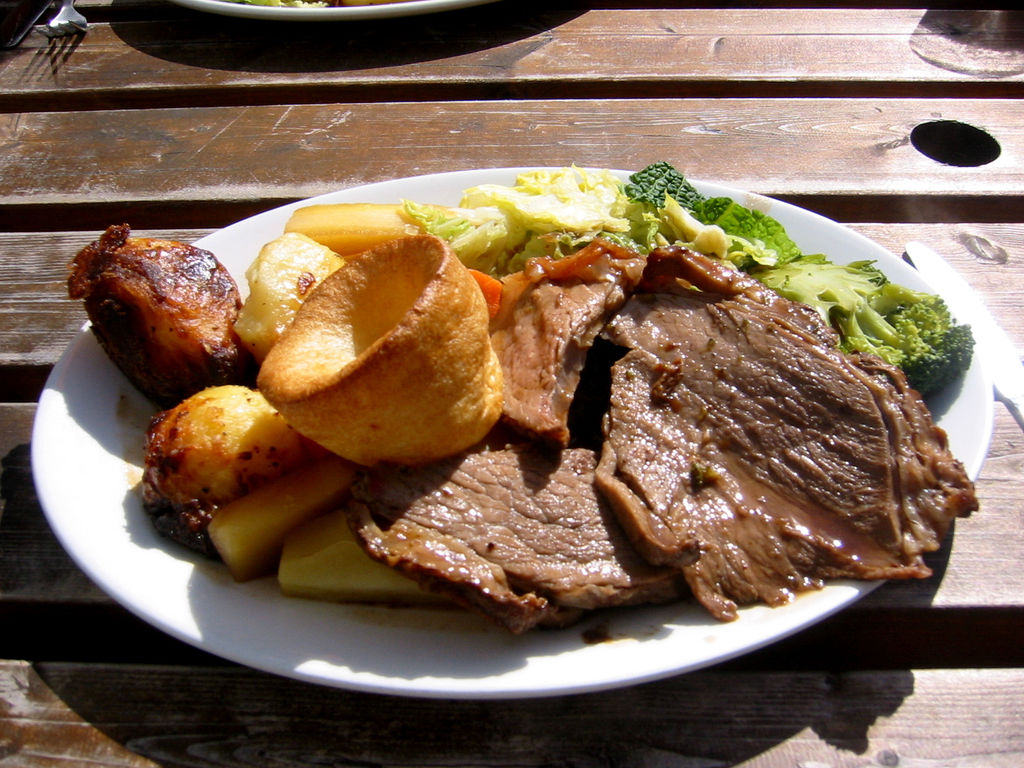
لحم بقري مشوي

الشيُّ (المعروف باللغة المحكية: باسم الشّوي)؛ هو عبارة عن طريقة من طُرق الطهي يستخدم فيه الحرارة الجافة حيث يغلف الهواء الساخن المادة الغذائية. يؤدي الشيُّ إلى تحسين نكهة ومذاق الغذاء حيث يحدث تفاعل ميلارد على السطح مانحاً اللون الداكن المميز للشوي. عادة ما يقام الشي في الفرن، وتستخدم هذه الطريقة في الطبخ عادة من أجل طهي اللحوم.

## التحمير
التحمير يُمكن من تعزيز النكهة من خلال إنتاج الكراميل و إنضاج سطح الطعام عن طريق تفاعل ميلارد المسبّب الأساس لظهور اللون البنّي الذي يشير إلى نضج اللحوم والخبز عند إعدادها .

## وصلات خارجية
- Cooking times for roast meats.[وصلة مكسورة]
- High temperature roasting method for poultry
- Roasting recipes from Gourmet Recipe.